# Friedrich Soukup
Friedrich Ferdinand Soukup (* 1899 in Brünn; † 1948) war ein Schriftsteller, der sich ab 1937 Friedrich Norfolk nannte, Sänger, zeitweilig Mitarbeiter des Sicherheitsdienstes der NSDAP.

## Leben
Er begann als Lyriker, wandte sich aber dann der Prosa zu. 1923 hat das Grazer Theater seine Przybyszewski-Dramatisierung Der Schrei uraufgeführt. 1924 errang er den mährischen Literaturpreis. 1924–25 versuchte er in Brünn zwei Zeitschriftenprojekte zu verwirklichen, darunter die illustrierte Revue Elite (mit dem Untertitel Gesellschaft, Theater, Film, Mode, Sport), in der auch seine Romane abgedruckt wurden. Diese sollte ein Spiegel der Zeit, Stadt Brünn, Landes und Weltbildes werden. Obwohl sie auf Deutsch geschrieben wurde, widmete sie sich auch der tschechischen Kultur.
1935 trat er in Leipzig als Sänger auf. 
1937 schrieb er unter dem Pseudonym Marc Norfolk Dämon Oel. Am 11. September 1939 änderte er seinen Nachnamen in Norfolk.
Am 12. Mai 1943 schloss er mit dem Nordland-Verlag einen Vorvertrag zur Aufarbeitung des Hexen-Themas in Romanform.

## Werke
- Extase des Erwachens: Gedichte. 1923
- Der Narrentanz: Novellen. Ahnert, 1923
- Zyklus Die Sonette um Genia. 1924
- Die Weltlüge. Roman. 1924
- Die Selbstmörder. Roman
- Der Spatz. 1926–1929
- Dämon Oel. 1937
- Der Kondottiere. 1939
- Den Göttern gleich. 1940
- Zářící plamen. 1942
- Herz im Panzer. 1942
- Cesare Borgia. 1942
- Landsknecht und Feldherr. 1943
- Der Widerruf des Dietrich Flade. 1943